# Ausztria az 1960. évi téli olimpiai játékokon
Ausztria az egyesült államokbeli Squaw Valleyben megrendezett 1960. évi téli olimpiai játékok egyik részt vevő nemzete volt. Az országot az olimpián 5 sportágban 26 sportoló képviselte, akik összesen 6 érmet szereztek.

## Érmesek
| Érem  | Versenyző        | Sportág  | Versenyszám            |
| ----- | ---------------- | -------- | ---------------------- |
| Arany | Ernst Hinterseer | Alpesisí | Férfi műlesiklás       |
| Ezüst | Hias Leitner     | Alpesisí | Férfi műlesiklás       |
| Ezüst | Pepi Stiegler    | Alpesisí | Férfi óriás-műlesiklás |
| Bronz | Ernst Hinterseer | Alpesisí | Férfi óriás-műlesiklás |
| Bronz | Traudl Hecher    | Alpesisí | Női lesiklás           |
| Bronz | Otto Leodolter   | Síugrás  | Egyéni, normálsánc     |

## Alpesisí
Férfi
| Versenyző          | Versenyszám      | 1. futam | 1. futam | 2. futam | 2. futam | Összesítés | Összesítés |
| Versenyző          | Versenyszám      | Idő      | Hely.    | Idő      | Hely.    | Idő        | Helyezés   |
| ------------------ | ---------------- | -------- | -------- | -------- | -------- | ---------- | ---------- |
| Ernst Hinterseer   | Műlesiklás       | 1:10,7   | 5.       | 58,2     | 1.       | 2:08,9     |            |
| Ernst Hinterseer   | Óriás-műlesiklás |          |          |          |          | 1:49,1     |            |
| Hias Leitner       | Műlesiklás       | 1:11,1   | 9.       | 59,2     | 2.       | 2:10,3     |            |
| Anderl Molterer    | Lesiklás         |          |          |          |          | 2:15,1     | 19.        |
| Anderl Molterer    | Óriás-műlesiklás |          |          |          |          | 1:51,6     | 12.        |
| Ernst Oberaigner   | Műlesiklás       | kizárták | kizárták | kiesett  | kiesett  | kiesett    | kiesett    |
| Karl Schranz       | Lesiklás         |          |          |          |          | 2:09,2     | 7.         |
| Karl Schranz       | Óriás-műlesiklás |          |          |          |          | 1:50,8     | 7.         |
| Pepi Stiegler      | Lesiklás         |          |          |          |          | 2:13,1     | 15.        |
| Pepi Stiegler      | Műlesiklás       | 1:11,5   | 10.      | 59,6     | 3.*      | 2:11,1     | 5.         |
| Pepi Stiegler      | Óriás-műlesiklás |          |          |          |          | 1:48,7     |            |
| Egon N. Zimmermann | Lesiklás         |          |          |          |          | 2:09,8     | 10.        |

Női
| Versenyző            | Versenyszám      | 1. futam | 1. futam | 2. futam | 2. futam | Összesítés | Összesítés |
| Versenyző            | Versenyszám      | Idő      | Hely.    | Idő      | Hely.    | Idő        | Helyezés   |
| -------------------- | ---------------- | -------- | -------- | -------- | -------- | ---------- | ---------- |
| Herlinde Beutlhauser | Lesiklás         |          |          |          |          | kizárták   | kizárták   |
| Putzi Frandl         | Lesiklás         |          |          |          |          | 2:11,6     | 39.        |
| Putzi Frandl         | Műlesiklás       | 59,2     | 16.*     | 1:03,8   | 23.      | 2:03,0     | 16.        |
| Putzi Frandl         | Óriás-műlesiklás |          |          |          |          | 1:45,7     | 21.*       |
| Traudl Hecher        | Lesiklás         |          |          |          |          | 1:38,9     |            |
| Traudl Hecher        | Műlesiklás       | 58,6     | 11.*     | kizárták | kizárták | kiesett    | kiesett    |
| Traudl Hecher        | Óriás-műlesiklás |          |          |          |          | 1:46,7     | 25.        |
| Hilde Hofherr        | Műlesiklás       | 59,0     | 14.*     | 59,0     | 5.       | 1:58,0     | 5.*        |
| Hilde Hofherr        | Óriás-műlesiklás |          |          |          |          | 1:41,9     | 9.**       |
| Marianne Jahn-Nutt   | Műlesiklás       | 55,5     | 2.       | kizárták | kizárták | kiesett    | kiesett    |
| Erika Netzer         | Lesiklás         |          |          |          |          | 1:41,1     | 8.         |
| Erika Netzer         | Óriás-műlesiklás |          |          |          |          | kizárták   | kizárták   |

* - egy másik versenyzővel azonos eredményt ért el

** - két másik versenyzővel azonos eredményt ért el

## Északi összetett
| Versenyző       | Síugrás  | Síugrás  | Síugrás  | Síugrás  | Síugrás  | Síugrás  | Síugrás | Síugrás | Sífutás   | Sífutás | Sífutás | Összesítés | Összesítés |
| Versenyző       | 1. ugrás | 1. ugrás | 2. ugrás | 2. ugrás | 3. ugrás | 3. ugrás | Össz.   | Össz.   | Sífutás   | Sífutás | Sífutás | Összesítés | Összesítés |
| Versenyző       | Távolság | Pont     | Távolság | Pont     | Távolság | Pont     | Pont    | Hely.   | Idő       | Pont    | Hely.   | Pont       | Helyezés   |
| --------------- | -------- | -------- | -------- | -------- | -------- | -------- | ------- | ------- | --------- | ------- | ------- | ---------- | ---------- |
| Alois Leodolter | 60,5     | 103,0    | 63,0     | 102,5    | 62,5     | (102,5)  | 205,5   | 14.**   | 1:06:21,9 | 209,484 | 25.     | 414,984    | 21.        |

** - két másik versenyzővel azonos eredményt ért el

## Gyorskorcsolya
Férfi
| Versenyző         | Versenyszám | Eredmény      | Helyezés      |
| ----------------- | ----------- | ------------- | ------------- |
| Franz Offenberger | 500 m       | 43,0          | 29.           |
| Franz Offenberger | 1500 m      | nem ért célba | nem ért célba |
| Franz Offenberger | 5000 m      | 8:38,2        | 29.           |
| Hermann Strutz    | 500 m       | 44,4          | 40.           |
| Hermann Strutz    | 1500 m      | 2:19,4        | 24.           |
| Hermann Strutz    | 5000 m      | 8:21,9        | 18.           |
| Hermann Strutz    | 10 000 m    | 17:06,5       | 19.           |

## Műkorcsolya
| Versenyző               | Versenyszám  | Kötelező elemek   | Kötelező elemek | Kűr               | Kűr        | Összesítés                     | Összesítés                     | Összesítés                     | Összesítés                     | Összesítés                     | Összesítés                     | Összesítés                     | Összesítés                     | Összesítés                     | Összesítés        | Összesítés        | Összesítés  | Összesítés | Összesítés |
| Versenyző               | Versenyszám  | Kötelező elemek   | Kötelező elemek | Kűr               | Kűr        | Helyezési pontszámok bírónként | Helyezési pontszámok bírónként | Helyezési pontszámok bírónként | Helyezési pontszámok bírónként | Helyezési pontszámok bírónként | Helyezési pontszámok bírónként | Helyezési pontszámok bírónként | Helyezési pontszámok bírónként | Helyezési pontszámok bírónként | Több. hely. száma | Több. hely. össz. | Hely. össz. | Pont       | Helyezés   |
| Versenyző               | Versenyszám  | Több. hely. száma | Hely.           | Több. hely. száma | Hely.      | 1                              | 2                              | 3                              | 4                              | 5                              | 6                              | 7                              | 8                              | 9                              | Több. hely. száma | Több. hely. össz. | Hely. össz. | Pont       | Helyezés   |
| ----------------------- | ------------ | ----------------- | --------------- | ----------------- | ---------- | ------------------------------ | ------------------------------ | ------------------------------ | ------------------------------ | ------------------------------ | ------------------------------ | ------------------------------ | ------------------------------ | ------------------------------ | ----------------- | ----------------- | ----------- | ---------- | ---------- |
| Peter Jonas             | Férfi egyéni | 6×14+             | 14.             | 8×15+             | 16.        | 10,0                           | 15,0                           | 13,0                           | 11,0                           | 12,0                           | 15,0                           | 15,0                           | 11,0                           | 13,0                           | 6×13+             | 70,0              | 115,0       | 1213,2     | 13.        |
| Norbert Felsinger       | Férfi egyéni | 5×6+              | 6.              | nem indult        | nem indult | kiesett                        | kiesett                        | kiesett                        | kiesett                        | kiesett                        | kiesett                        | kiesett                        | kiesett                        | kiesett                        | kiesett           | kiesett           | kiesett     | kiesett    | kiesett    |
| Regine Heitzer          | Női egyéni   | 6×7+              | 7.              | 5×5+              | 4.         | 4,0                            | 9,0                            | 5,0                            | 4,0                            | 5,0                            | 7,0                            | 12,0                           | 6,0                            | 6,0                            | 6×6+              | 30,0              | 58,0        | 1327,9     | 7.         |
| Karin Frohner           | Női egyéni   | 6×10+             | 9.              | 6×10+             | 11.        | 8,0                            | 14,0                           | 8,0                            | 12,0                           | 9,0                            | 9,0                            | 15,0                           | 8,0                            | 16,0                           | 5×9+              | 42,0              | 99,0        | 1266,0     | 9.         |
| Diana Hinko Heinz Döpfl | Páros        |                   |                 |                   |            | 10,0                           | 7,5                            | 6,0                            | 8,0                            | 8,0                            | 9,0                            | 6,0                            |                                |                                | 5×8+              | 35,5              | 54,5        | 69,8       | 8.         |

## Síugrás
| Versenyző         | 1. ugrás | 1. ugrás | 1. ugrás | 2. ugrás | 2. ugrás | 2. ugrás | Összesítés | Összesítés |
| Versenyző         | Távolság | Pont     | Hely.    | Távolság | Pont     | Hely.    | Pont       | Helyezés   |
| ----------------- | -------- | -------- | -------- | -------- | -------- | -------- | ---------- | ---------- |
| Willi Egger       | 78,5     | 88,1     | 37.      | 76,0     | 97,3     | 28.      | 185,4      | 34.*       |
| Walter Steinegger | 87,5     | 103,3    | 14.      | 79,5     | 102,6    | 16.*     | 205,9      | 16.        |
| Alwin Plank       | 87,5     | 105,3    | 10.      | 75,5     | 101,4    | 22.      | 206,7      | 14.        |
| Otto Leodolter    | 88,5     | 107,6    | 6.       | 83,5     | 111,8    | 2.       | 219,4      |            |

* - egy másik versenyzővel azonos eredményt ért el